# Christopher Knights
Christopher Knights é um ator de voz, editor de cinema e diretor de fotografia inglês. Ele é mais conhecido por dar voz ao Recruta na franquia de filmes Madagascar. Ele trabalhou em várias produções da DreamWorks : Shrek, Shrek 2, Shrek Terceiro e Shrek 4-D. Ele começou sua carreira cinematográfica nos estúdios Amblimation e trabalhou em We're Back! A Dinosaur's Story e Balto. Quando ele entrou para a DreamWorks, ele não só iniciou sua carreira de edição, mas também sua carreira de dublador. Ele trabalhou na série Shrek como editor associado e participou da equipe de dublagem, dando a voz aos Três Ratos Cegos e de Thelonious, o capanga de Lord Farquaad.

## Filmografia

### Papel de voz
- Rumble (2021) como treinador do King Gorge (voz)
- Penguins of Madagascar (2014) como Soldado Pinguim (voz) [1]
- Madly Madagascar (2013) como Soldado Pinguim (voz)
- Madagascar 3: Europe's Most Wanted (2012) como Soldado Pinguim (voz)
- Shrek Para Sempre (2010) como Três Ratos Cegos (voz)[2]
- Merry Madagascar (2009) como Soldado Pinguim (voz)
- Madagascar: Escape 2 Africa (2008) Soldado Pinguim (voz) (creditado como " Chris Knights ")
- Shrek the Third (2007) como Ratos Cegos / Interrompedor / Árvore Maligna nº 2 / Guarda nº 2 (voz)
- Flushed Away (2006) como Barry, o Rato Gordo / Comerciante de Mercado (voz)
- The Madagascar Penguins in a Christmas Caper (2005) como Soldado Pinguim (voz) (creditado como " Chris Knights ")
- Madagascar (2005) como Soldado Pinguim / Pedistain (voz) (creditado como " Chris Knights ")
- Shrek 2 (2004) como Três Ratos Cegos (voz)
- Shrek 4-D (2003) como Thelonious / Blind Mouse (voz) (com Simon J. Smith)
- Shrek (2001) Blind Mouse / Thelonious (voz) (com Simon J. Smith e Mike Myers)

### Departamento editorial
- Kung Fu Panda 4 (2024) (editor)
- Spirit Untamed (2021) (editor associado) (com CK Horness)
- Megamind (2010) (editor associado)
- Shrek Para Sempre (2010) (editor associado)
- Shrek Terceiro (2007) (editor associado)
- Madagascar (2005) (primeiro assistente de edição)
- Shrek 2 (2004) (editor assistente) (com Simon J. Smith)
- Shrek 4-D (2003) (editor adicional) (com Simon J. Smith)
- Shrek (2001) (primeiro assistente de edição de filme) (com Simon J. Smith)